# Élektryóné
Élektryóné (starořecky Ἠλεκτρυώνην) je v řecké mytologii dcera Hélia a Rhodé, jež spolu také zplodili jejích sedm bratrů zvaných Heliadé. Je zmiňována pouze v díle Historická knihovna jež v 1. století př. n. l. sepsal Diodóros Sicilský, přičemž podle něj zemřela jako panna a byla obyvateli Rhodu uctíváno jako héroiné – hrdinka.